# 村田武 (経済学者)
村田 武（むらた たけし、1942年 -）は、日本の経済学者。金沢大学名誉教授、九州大学名誉教授。専門は、農業経済学、世界経済論。博士（経済学）（京都大学、1997年）、博士（農学）（北海道大学、2016年）。福岡県生まれ。

## 略歴
- 1942年：福岡県北九州市生まれ
- 1966年：京都大学経済学部卒業（指導教員：山岡亮一・池上惇）
- 1969年：京都大学大学院経済学研究科博士課程中退
- 1969年5月：大阪外国語大学ドイツ語学科助手
- 1976年：大阪外国語大学ドイツ語学科助教授
- 1976年3月：ベルリン・フンボルト大学に留学（文部省在外研究）（1977年3月まで）
- 1981年4月：金沢大学経済学部助教授
- 1986年4月：金沢大学経済学部教授
- 1997年5月：京都大学博士（経済学）「世界貿易と農業政策」（主査：中野一新）
- 1998年4月：九州大学農学部教授
- 2005年4月：愛媛大学農学部教授
- 2008年：愛媛大学特命教授
- 2014年：愛媛大学客員教授
- 2015年：愛媛大学アカデミックアドバイザー
- 2016年3月：北海道大学博士（農学）「現代ドイツの家族農業経営：「資本型家族経営」の新たな経営多角化」

## 著書

### 単著
- 『現代農業保護貿易の研究』（金沢大学経済学部、1990年）
- 『世界貿易と農業政策』（ミネルヴァ書房、1996年）
- 『WTOと世界農業』（筑波書房、2003年）
- 『コーヒーとフェアトレード』（筑波書房、2005年）
- 『現代東アジア農業をどうみるか』（筑波書房、2006年）
- 『戦後ドイツとEUの農業政策』（筑波書房、2006年）
- 『現代の『論争書』で読み解く食と農のキーワード』（筑波書房、2004年）
- 『ドイツ農業と「エネルギー転換」：バイオガス発電と家族農業経営』（筑波書房、2013年）
- 『現代ドイツの家族農業経営』（筑波書房、2016年）
- 『家族農業は「合理的農業」の担い手たりうるか』（筑波書房、2020年）
- 『農民家族経営と「将来性のある農業」』（筑波書房、2021年）

### 共著
- （大嶋茂男）『消費者運動のめざす食と農：世界の経験、日本の実践』（農山漁村文化協会、1994年）
- （河原林孝由基）『自然エネルギーと協同組合』（筑波書房、2017年）

### 編著
- 『21世紀の農業・農村第1巻：再編下の世界農業市場』（筑波書房、2004年）
- 『21世紀の農業・農村第2巻：再編下の家族農業経営と農協：先進輸出国とアジア』（筑波書房、2004年）
- 『地域発・日本農業の再構築』（筑波書房、2008年）
- 『食料主権のグランドデザイン：自由貿易に抗する日本と世界の新たな潮流』（農山漁村文化協会、2011年）
- 『愛媛発・農林漁業と地域の再生』（筑波書房、2014年）
- 『新自由主義グローバリズムと家族農業経営』（筑波書房、2019年）

### 共編著
- （三島徳三）『農政転換と価格・所得政策』（筑波書房、2000年）
- （磯田宏・高武孝充）『新たな基本計画と水田農業の展望：北九州水田農業と「構造改革農政」』（筑波書房、2006年）
- （大隈満・中道仁美）『ゼミナール現代社会と食料・環境・農業 』（農山漁村文化協会、2007年）
- （渡邉信夫）『脱原発・再生可能エネルギーとふるさと再生』（筑波書房、2006年）

### 監修
- （和泉真理）『ヨーロッパの先進農業経営：経営・環境・エネルギーの持続性に挑む』（筑波書房、2016年）

### 訳書
- V.クレム編『ドイツ農業史：ブルジョア的農業改革から社会主義農業まで』（大薮輝雄との共訳、大月書店、1980年）
- R.バーバック・P.フリン『アグリビジネス：アメリカの食糧戦略と多国籍企業』（中野一新との共監訳、大月書店、1987年）
- ブライアン・ガードナー『ヨーロッパの農業政策』（溝手芳計・石月義訓・田代正一・横川洋との共訳、筑波書房、1998年）
- ジョン・マーチン『現代イギリス農業の成立と農政』（溝手芳計との共監訳、筑波書房、2002年）
- クリストファー・D. メレット、ノーマン・ワルツァー編『アメリカ新世代農協の挑戦』（磯田宏との共監訳、家の光協会、2003年）
- コノー・J.フィッツモーリス、ブライアン・J.ガロー『現代アメリカの有機農業とその将来：ニューイングランドの小規模農場』（レイモンド・A.ジュソーム・Jr.との共監訳、筑波書房、2018年）